# Eirīnī Mītropoulou
Eirīnī Mītropoulou (in greco Ειρήνη Μητροπούλου?; Atene, 23 giugno 1975) è un'ex cestista greca.

## Carriera
Con la Grecia ha disputato i Campionati mondiali del 2010.